# 2778 Таншань
2778 Таншань (2778 Tangshan) — астероїд головного поясу, відкритий 14 грудня 1979 року.
Тіссеранів параметр щодо Юпітера — 3,591.
Названо на честь міського округу Таншань у провінції Хебей, Китай.